# سيدي بومهدي
سيدي بومهدي هي قرية في إقليم سطات ضمن جهة الشاوية ورديغة بالغرب المغربي. كان مجموع عدد سكان الجماعة القروية سيدي بومهدي 4.832 نسمة.(تعداد السكان الرسمي 2004)